# IJsgors
De ijsgors (Calcarius lapponicus) is een vogel uit de familie Calcariidae die in toendragebieden broedt en zuidwaarts trekt om in gematigde klimaten te overwinteren. 

## Kenmerken
In alle verendelen zijn de bovendelen rijk kastanjebruin met zwarte en beige strepen. De goed gemarkeerde oorstreek, de lichte kruinstreep en het kastanjebruine achterhoofd zijn de duidelijkste determinatiegegevens. Het mannetje kan in de zomer onderscheiden worden door een zwart hoofd en een zwarte borst, onderbroken door een duidelijk witte wenkbrauwstreep.
Deze vogel wordt ongeveer 16 centimeter groot en weegt 19-20 gram. 

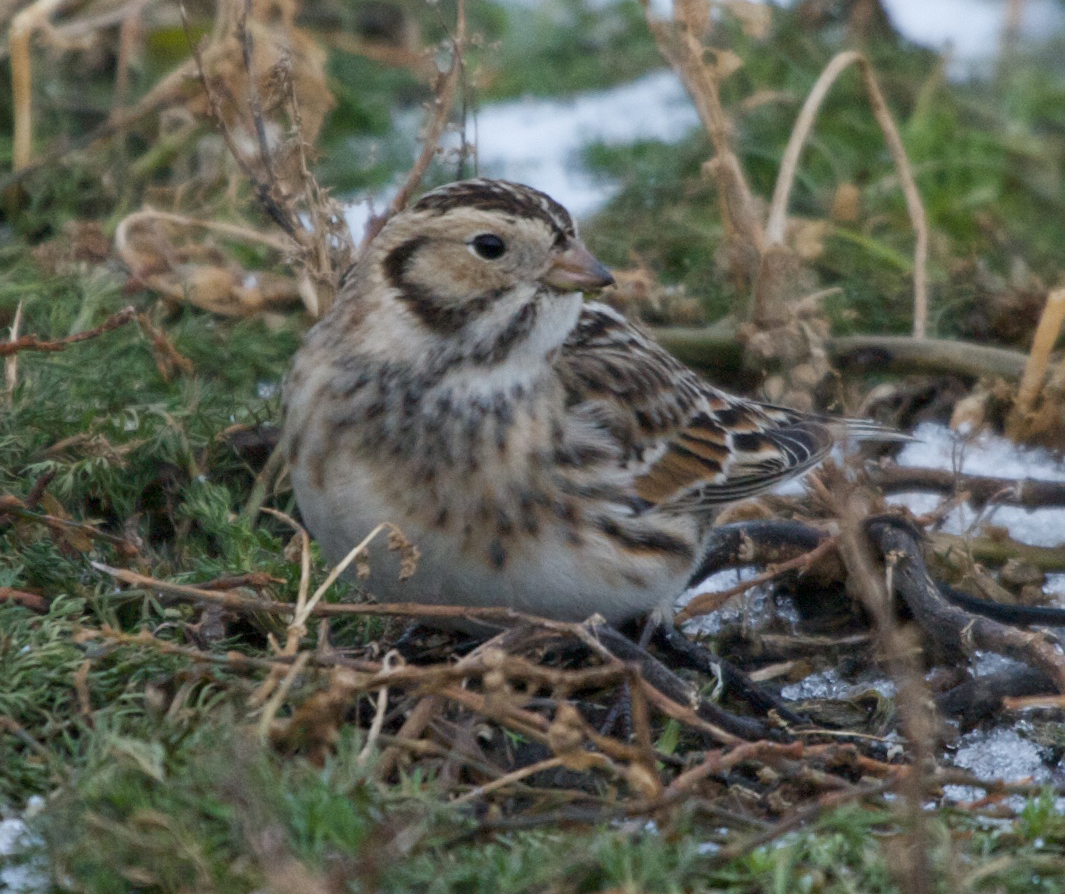
Winterkleed

## Leefwijze
Hij voedt zich in de winter voornamelijk met zaden, maar ook insecten, zoals muggen, staan op het menu. Deze vogel leeft in groepsverband, soms met andere soorten.

## Voortplanting
Het legsel van de ijsgors bestaat uit 5-6 roodgespikkelde, groene eieren in een kommetje op de grond, in 11-13 dagen door het vrouwtje uitgebroed. De hulpeloze, donzige jongen vliegen na 11-15 dagen.

## Verspreiding
De ijsgors komt voor van Scandinavië tot de Beringstraat, Canada en Groenland. Ze overwintert in de steppen van Oekraïne en Siberië. IJsgorzen komen sporadisch voor in Nederland, wanneer ze op doortocht zijn.
De soort telt vijf ondersoorten:
- C. l. subcalcaratus: noordelijk Canada en Groenland.
- C. l. lapponicus: noordelijk Europa en noordelijk Azië.
- C. l. kamtschaticus: noordoostelijk Siberië.
- C. l. alascensis: uiterst oostelijk Siberië, Alaska en noordwestelijk Canada.
- C. l. coloratus: de Komandorski-eilanden.

Hij leeft in rotsachtige toendragebieden en hij overwintert in steppen, omgeploegde landen en moerassen aan de kust. 

## Video
- Foeragerende ijsgors